# Петер Гаувайлер
Петер Гаувайлер (нім. Peter Gauweiler нар. 22 червня 1949, Мюнхен) — німецький політик і член Християнсько-соціального союзу (ХСС) Баварії. З листопада 2013 року по березень 2015 року він був одним із чотирьох заступників голови ХСС.

## Політична кар'єра
З 1986 по 1990 рік він був державним секретарем міністерства внутрішніх справ Баварії, з 1990 по 1994 рік був міністром з питань державного розвитку та екологічних питань Баварії. З 1990 по 2002 рік був депутатом Ландтагу Баварії.
З 2002 по березень 2015 року був депутатом Бундестагу, де представляв Південний Мюнхен і працював заступником лідера ХСС. Він подав у відставку з місця в парламенті та керівної посади у 2015 році у віці 65 років.

## Політичні погляди
Путінферштеєр. Виступає за зняття європейських санкцій щодо Росії
Говейлер вважається євроскептиком і прославився частково успішними конституційними скаргами на єврофонд та Лісабонський договір.